# O Rapto de Ganimedes (Rembrandt)
O rapto de Ganimedes é uma pintura a óleo de 1635 de Ganímedes pelo pintor do século de ouro holandês Rembrandt que faz parte da coleção da Pinacoteca dos Mestres Antigos de Dresden.

## Pintura
Este quadro foi documentado por Hofstede de Groot em 1915, que escreveu:
"207. O RAPTO DE GANIMEDES. John Smith (art historian)|Sm. 197; Wilhelm von Bode 79 ; Eugène Dutuit 106 ; Alfred von Wurzbach 70 ; B-HdG. 197. A águia de Zeus, na parte frontal, com as asas abertas, eleva-se em direção aos céus. Prende com o bico as roupas, e com as garras o braço esquerdo, de uma criança de caracóis loiros, que, virando-se fortemente para a esquerda e quase visto de costas, encara o espetador como se gritasse, e com o braço direito tenta afastar o pássaro. As suas vestes azuis claras com um pendão esvoaçam ao vento. O seu vestido azul claro e a sua camisa são repuxadas pelas garras da águia, expondo completamente as pernas da criança. No canto esquerdo de um lenço com pendão, esvoaça ao vento. O rapaz, que apavorado verte águas, agarra cerejas com a mão esquerda. Uma luz brilhante ilumina a criança vinda da esquerda. O fundo sombrio contém, à esquerda, em baixo, alguns ramos de árvores, à frente das quais se vêem os pináculos de um edifício. Comprimento inteiro, tamanho real. Assinado no topo da bainha da camisa, "Rembrandt ft. 1635"; madeira de carvalho, 68 1/2 polegadas por 52 polegadas. Um desenho com o esboço do quadro está na sala de gravuras de Dresden; reproduzido por Lippmann, No. 136. Gravado por Christian Gottfried Schultze, por Antoine Cardon em Reveil, por L. Noel em "A Galeria de Dresden." Mencionado por Carel Vosmaer, pp. 154, etc., 507; por Bode, pp. 439, 568; por Dutuit, p. 28 ; por Emile Michel, pp. 221, etc., 553 [170-71, 438]. 
Vendas. Amesterdão, 26 de abril de 1716 (Hoet, i. 191), No. 33 (175 florins). W. van Velthuyzen, Roterdão, 15 de april de 1751, No. 46. Comprado no mesmo ano em Hamburgo através de Heinecken para Dresden. Na Galeria de Dresden, catálogo de 1908, N.º 1558."
Estranhamente, Hofstede de Groot não comenta nada sobre o tema deste quadro, apesar de Smith, antes dele, o tenha achado um pouco estranho e tenha escrito: "197. O rapto de Ganimedes. Se o quadro (uma vez que esta descrição é feita a partir da gravura) é mesmo por Rembrandt, a sua intenção terá sido certamente parodiar o tema mitológico antes mencionado, uma vez que representou o belo Ganimedes com uma criança enorme e rústica, com um rosto gordo e franzido, estendido, de braços abertos, sob as garras e o bico de Júpiter transformado em águia. O pássaro agarrou a criança pelas suas vestes pouco clássicas, o peso do seu corpo anafado despiu-lhe as roupas até aos ombros e deixou-lhes as partes baixas num estado de nudez, e é assim que é transportado pelo ar até ao Olimpo. Gravura de A. Cardon. 6 pés 3 polegadas por 2 pés e 8 polegadas — Está na Galeria de Dresden."

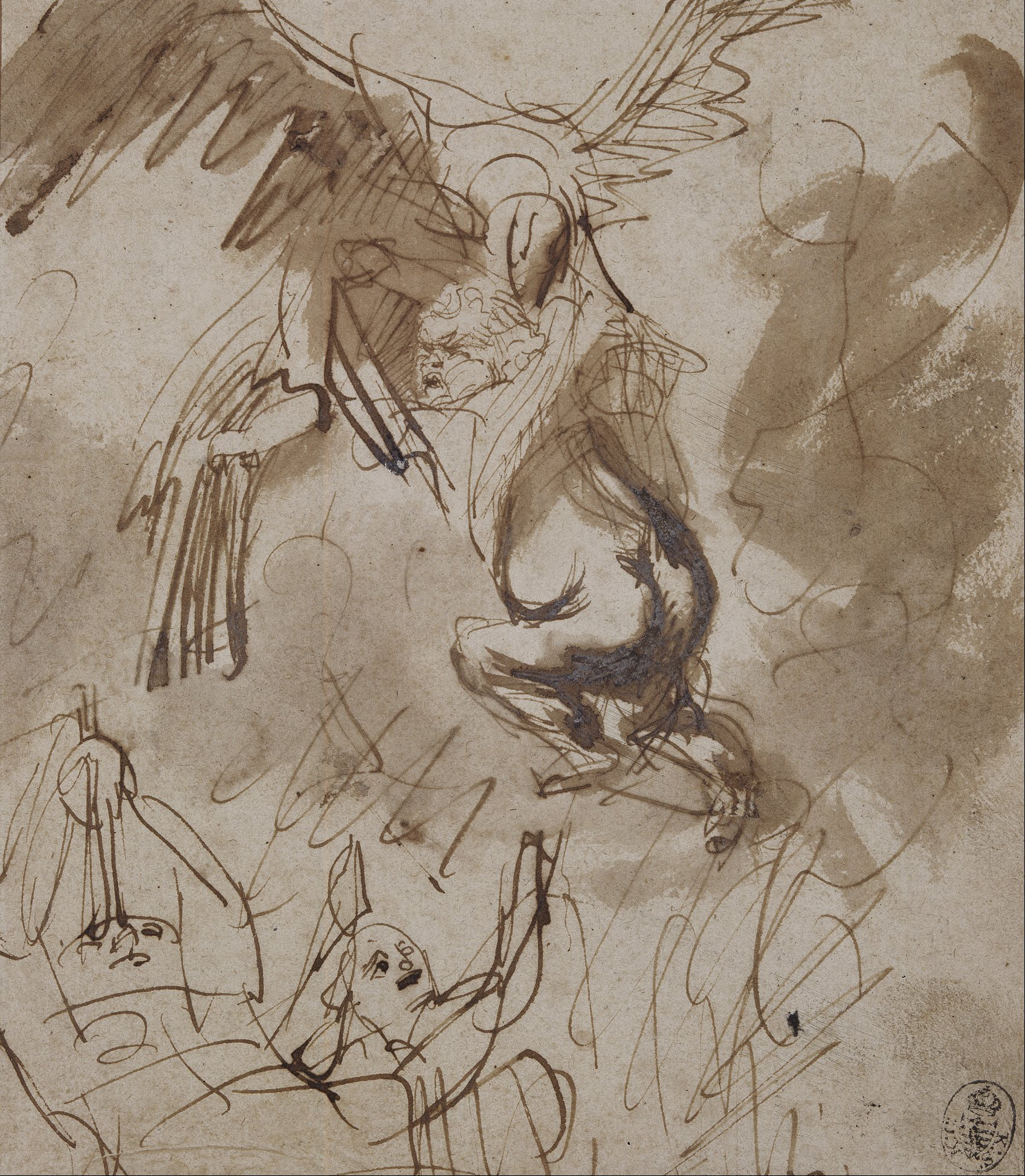
esboço inicial por Rembrandt no Kupferstich-Kabinett, Staatliche Kunstsammlungen Dresden
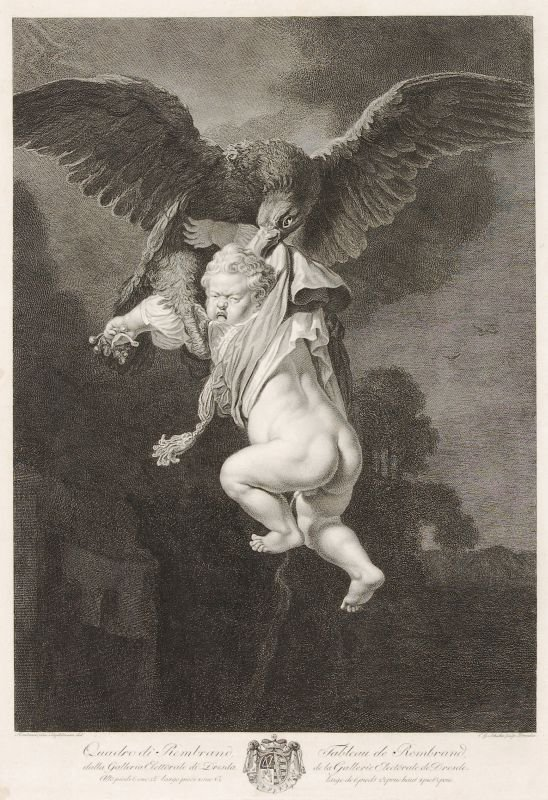
Die Entführung des Ganymed, gravação de Christian Gottfried Schultze, desenho de Antoine Cardon, c. 1780
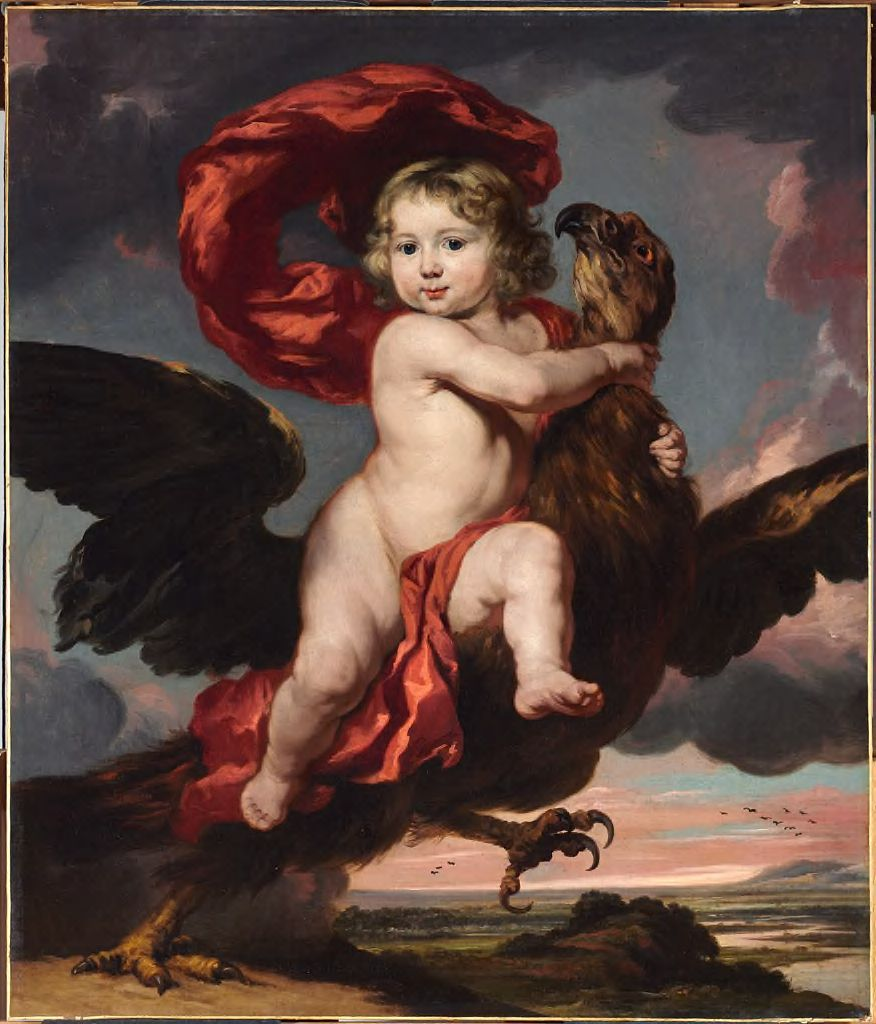
George de Vicq as Ganymede, por Nicolaes Maes, 1681, Fogg Art Museum